# Aphelogaster apicalis
Aphelogaster apicalis là một loài bọ cánh cứng trong họ Cerambycidae.